# Лукашевич, Максим Андреевич
Максим Андреевич Лукашевич  (бел. Максім Андрэевіч Лукашэвіч; род. 28 марта 1992, Дзержинск, Минская область) — белорусский футболист, полузащитник.

## Клубная карьера
Воспитанник клуба «Минск». С 2009 выступал за дубль. В 2012 году стал привлекаться к основной команде. Дебютировал в Высшей лиге 11 июня 2012 года в матче против гродненского «Немана», выйдя на замену во втором тайме (4:4). Позже сыграл ещё только один матч за основу. Во второй половине 2012 года играл за фарм-клуб «Минск-2», после чего покинул «Минск».
В начале 2013 года перебрался в Литву, став игроком «Таураса», который возглавил белорусский специалист Александр Бразевич. По итогам сезона 2013 таурагеский клуб утратил место в A Лиге. В первой половине 2014 года играл за «Речицу-2014» в белорусском Первой лиге, после чего вернулся в «Таурас», за который выступал уже в Первой лиге Литвы.
С 2015 по 2017 продолжал выступать в Первой лиге Литвы, играл за «Шилуте» и «Палангу». По итогам сезона 2017 «Паланга» победила во втором дивизионе и вышла в A Лигу, однако Лукашевич в середине сезона покинул команду и стал игроком клайпедского «Кораласа». За три года забил в Первой лиге 59 голов.
В январе 2018 года прибыл на просмотр в гродненский «Неман» и в феврале подписал с ним контракт. В первой половине сезона 2018 нередко выходил в стартовом составе, но позже стал реже появляться на поле. В ноябре 2018 года продлил контракт с гродненским клубом. В сезоне 2019 преимущественно играл за дублирующий состав, редко появляясь в основной команде. В декабре 2019 года по окончании контракта покинул «Неман».
В начале 2020 года находился на просмотре в «Витебске», но безуспешно. В марте стал игроком словацкого клуба «Свидник», но так и не сыграл за него. В июле перешёл в «Сморгонь». В феврале 2021 года присоединился к рогачёвскому «Днепру», а в июне того же года он снова оказался в Литве, присоединившись к клайпедскому «Нептунасу». В январе 2022 года покинул клуб.

## Международная карьера
В марте 2009 года играл за юношескую сборную Беларуси в элитном раунде чемпионата Европы. Летом 2012 года выступал за молодежную сборную Беларуси.